# Lớp Quyết lá thông
Lớp Quyết lá thông (danh pháp khoa học: Psilotopsida) là một lớp thực vật trông tương tự như dương xỉ. Theo định nghĩa của Smith và ctv. (2006) nó chứa 2 họ là Psilotaceae và Ophioglossaceae (có thể tách họ Botrychiaceae riêng ra), đặt tương ứng trong 2 bộ là Psilotales và Ophioglossales. Mối quan hệ thân thuộc của hai nhóm này trước đây được coi là không rõ ràng và chỉ được xác nhận gần đây trông qua các nghiên cứu hệ thống hóa ở mức phân tử. Lớp Psilotopsida là nhóm chị-em đối với nhóm chứa toàn bộ các dạng "dương xỉ" khác (bao gồm cả Marattiaceae và Equisetopsida).

## Hình ảnh

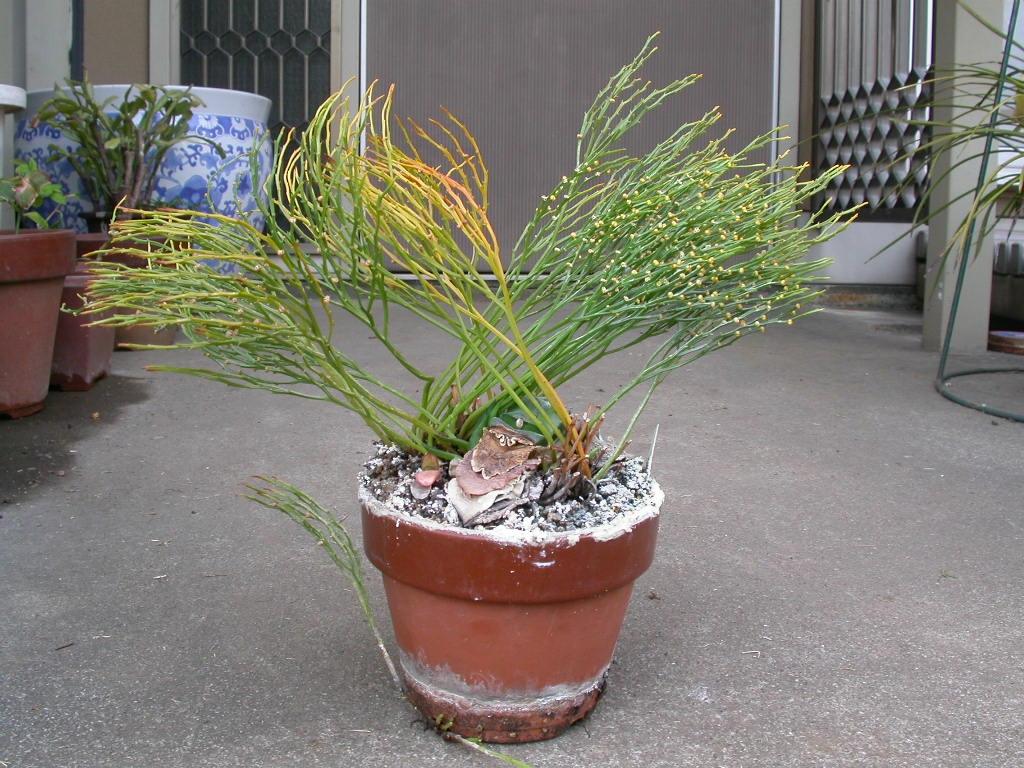
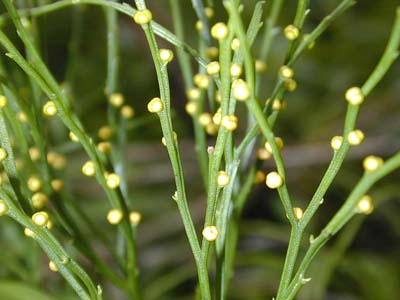
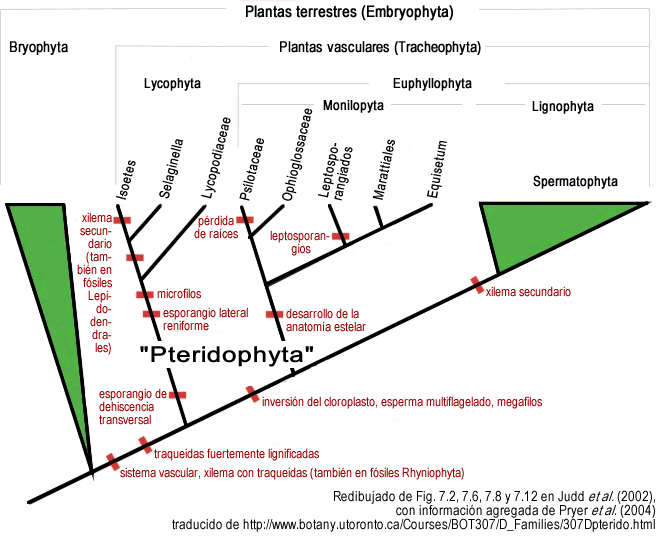

## Phân loại
- Ngành Dương xỉ
  - Lớp Quyết lá thông
    - Ophioglossales
      - Họ Ophioglossaceae
      - Họ Botrychiaceae

    - Psilotales
      - Psilotaceae

  - Cladoxylopsida
  - Equisetopsida
  - Marattiopsida
  - Pteridopsida